# OSCAR 4
OSCAR 4 war ein US-amerikanischer Amateurfunksatellit.

## Missionsverlauf

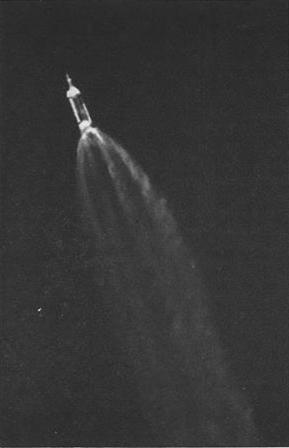
Start der Titan-Trägerrakete

Er wurde am 21. Dezember 1965 mit einer Rakete vom Typ Titan IIIC vom Cape Canaveral AFS Launch Complex 41 gestartet. Geplant war eine geostationäre Umlaufbahn, aufgrund eines Teilversagens der Trägerrakete wurde diese jedoch nicht erreicht. Der Satellit war bis zum 16. März 1966 in Betrieb und trat am 12. April 1976 wieder in die Erdatmosphäre ein.
Die erste Satellitenverbindung zwischen den USA und der UdSSR wurde am 22. Dezember 1965 über OSCAR 4 abgewickelt.